# Кугун-Арита
Кугу́н-Арита́ (рос. Кугун-Арыта) — невеликий острів в Оленьоцькій затоці моря Лаптєвих. Територіально відноситься до Якутії, Росія.
Розташований в центрі затоки, в дельті річки Оленьок. Знаходиться між протоками Кьорсюсе-Тьобюлеге на заході та Кугун-Тьобюлеге на сході. На півночі вузькою протокою відокремлюється від сусіднього острова Касьян-Арита, на півдні — Кьорсюсе-Кумага. Острів має овальну форму, простягається з північного сходу на південний захід. Вкритий болотами, має багато невеликих озер.
| Росія | Це незавершена стаття з географії Росії. Ви можете допомогти проєкту, виправивши або дописавши її. |